# Selar crumenophthalmus
Selar crumenophthalmus es una especie de peces de la familia Carangidae en el orden de los Perciformes.

## Morfología
• Los machos pueden llegar alcanzar los 70 cm de longitud total.

## Distribución geográfica
Se encuentra en las  costas del Océano Índico y del Pacífico occidental (desde el África Oriental hasta el sur del Japón, las Hawái y Nueva Caledonia), del Pacífico oriental (desde México hasta el Perú, incluyendo las Islas Galápagos), del Atlántico occidental (desde Nueva Escocia, Bermuda, el Golfo de México y el Mar Caribe hasta São Paulo -  Brasil -) y del Atlántico oriental (desde Cabo Verde hasta el sur de Angola ).